# Berta Busquets
Berta Busquets Segalés, née le 31 juillet 1995 en espagne, est une joueuse internationale espagnole de rink hockey. 

## Palmarès
En 2016, elle participe au championnat du mondeà Iquique.